# قطعنامه ۱۸۲۳ شورای امنیت
قطعنامه  ۱۸۲۳ شورای امنیت سازمان ملل متحد که در تاریخ ۱۰ جولای ۲۰۰۸ تصویب شد، سندی بین‌المللی دربارهٔ بررسی وضعیت در مورد رواندا است. این قطعنامه طی نشست ۵۹۳۱ام با ۱۵ رای موافق، ۰ مخالف و ۰ ممتنع تصویب شد.